# Harpolyre

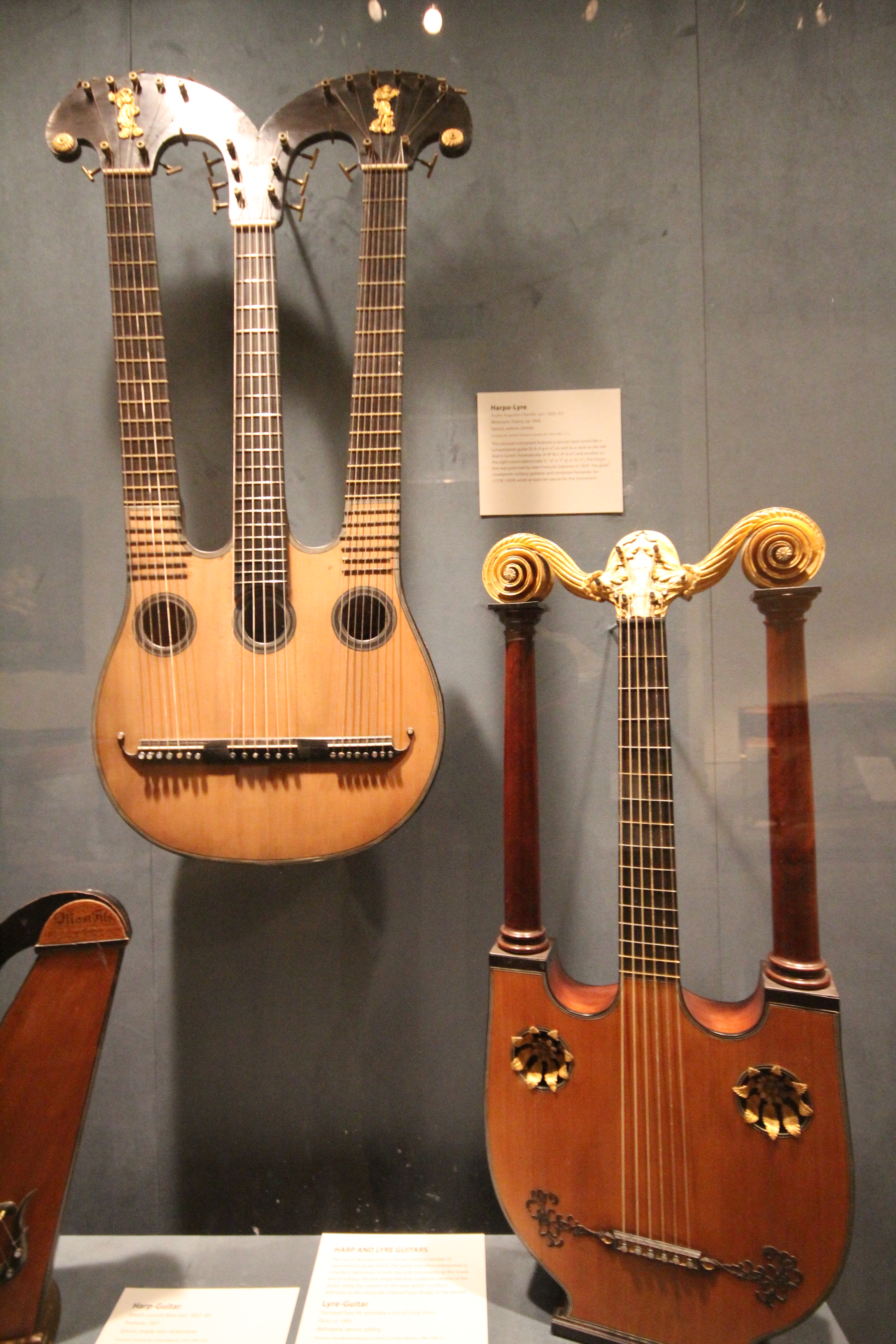
Harpolyre von André Augustin Chevrier (links, um 1830), heute im Metropolitan Museum of Art. Rechts unten eine Lyragitarre

Die Harpolyre ist eine Kastenhalslaute mit drei Hälsen und insgesamt 21 Saiten, die mit Bünden abgegriffen werden.

## Bauform
Ähnliche Zupfinstrumente sind die Gitarrenharfe, die Lyragitarre und die Apollogitarre. Die Harpolyre wird in der Instrumentenkunde nicht als Harfe angesehen und gilt in der Hornbostel-Sachs-Systematik als eine Stiellaute.  Gregg Miner schuf für die Harpolyre eine neue Instrumentenklasse, die er als fretted harp guitars bezeichnet.
Die drei Gitarrenhälse der Harpolyre sind allesamt mit Bünden versehen. Der erste Hals verfügt über sieben, der mittlere Hals über sechs und der dritte Hals über acht Saiten. Der mittlere Hals ist wie eine konventionelle Gitarre gestimmt, der erste Hals ist chromatisch und der dritte Hals ist diatonisch gestimmt.

## Herkunft
Jean François Salomon (1781–1831), ein Gitarrenlehrer aus Besançon meldete im Jahr 1829 die Harpolyre, die zuerst von André Augustin Chevrier gebaut wurde, zum Patent an. Fernando Sor schrieb  zehn Stücke für das Instrument.